# 施桥镇 (六安市)
施桥镇，是中华人民共和国安徽省六安市金安区下辖的一个乡镇级行政单位。

## 行政区划
施桥镇下辖以下地区：
施桥社区、将军山村、墩子湾村、草皮塘村、大窑村、埠塔寺村、古河村、佛庵村、廉桥村、大墩村、半个店村、高山村、长冲村、陈家河村、三口堰村、旗杆村、马安山村、跃进村、栗树村、八十铺村、河口村、松棵村、胜塘村、唐家畈村、七十铺村和岗店村。

## 相关链接
施桥镇人民政府网站